# Grzybówka tarczowata
Grzybówka tarczowata (Mycena clavularis (Batsch) Sacc.) – gatunek grzybów z rodziny grzybówkowatych (Mycenaceae).

## Systematyka i nazewnictwo
Pozycja w klasyfikacji według Index Fungorum: Mycena, Mycenaceae, Agaricales, Agaricomycetidae, Agaricomycetes, Agaricomycotina, Basidiomycota, Fungi.
Po raz pierwszy takson ten opisał w 1786 r. August Johann Georg Karl Batsch nadając mu nazwę Agaricus clavularis. Obecną, uznaną przez Index Fungorum nazwę nadał mu Pier Andrea Saccardo w 1887 r.
Synonimy:
- Agaricus clavularis Batsch 1786
- Agaricus dilatatus var. clavularis (Batsch) Fr. 1838
- Insiticia clavularis (Batsch) Park.-Rhodes 1951

Nazwę polską zaproponował Władysław Wojewoda w 2003 r.

## Morfologia
Kapelusz
Średnica 2–7 mm, kształt początkowo półkulisty, paraboliczny lub wypukły, potem spłaszczony, płytko bruzdowany, półprzezroczyście prążkowany, w stanie wilgotnym lepki. Pokryty jest łatwo dającą się oddzielić skórką. Powierzchnia owłosiona, błyszcząca, szara, przy brzegu biało szarawa.
Blaszki
W liczbie 7–12, dochodzące do trzonu, dość szerokie, o barwie od białej do szarawej. Ostrza białe.
Trzon
Wysokość 5–10 mm, grubość 0,2–0,5 mm, nieco elastyczny, walcowaty, nieco rozszerzający się u podstawy, prosty lub zakrzywiony. Powierzchnia błyszcząca (z wyjątkiem podstawy), owłosiona, o barwie od białej do szarawej, zwykle dołem ciemniejsza. Podstawa wyrasta z niewielkiej, białej i owłosionej tarczki o średnicy 1–2 mm.
Miąższ
Zapach azotowy, czasami niewyraźny.
Cechy mikroskopowe
Podstawki 22,5–30 × 13,5–18 µm, szeroko maczugowate, 4-zarodnikowe, ze sterygmami o długości do 9 µm. Zarodniki 8–11 × 6,5–11 µm, kuliste lub jajowate, czasem trójkątne w zarysie, gładkie, amyloidalne. Cheilocystydy 10–22 × 5–13 µm, maczugowate, z dość nielicznymi, zakrzywionymi naroślami 10–22 (–33) × 0,5–1,5 µm, czasami trudnymi do odszukania, bardzo rozmytymi. Pleurocystyd brak. Trama blaszek regularna, w odczynniku Melzera brązowawo winna. Strzępki włosków o szerokości do 1–4 µm, rozgałęzione i splecione, osadzone w galaretowatej masie. Strzępki w skórce trzonu o szerokości 1,5–4,5 µm, gładkie. Kaulocystydy o długości do 125 µm i szerokości 2–5 µm, o podstawie mniej lub bardziej nabrzmiałej i osiągającej szerokość 6–9 µm, septowane, czasem rozgałęzione. Brak sprzążek.
Gatunki podobne
Charakterystycznymi cechami Mycena clavularis są: tarczowata podstawa trzonu i występowanie na korze drzew liściastych, kuliste zarodniki, 4-zarodnikowe podstawki, brak sprzążek i gładkie, splecione strzępki skórki. Charakterystyczne jest także łatwe oddzielanie skórki kapelusza, ale u tak małych owocników tę cechę trudno stwierdzić. Cheilocystydy też nie są pewną cechą, są bowiem trudne do zauważenia i czasami ich brak.
Mycena clavularis czasami występuje na korze drzew razem z innymi grzybówkami. Mycena clavularis można znaleźć razem z innymi grzybówkami rosnącymi na korze, jak np. grzybówka niebieskoszara (M. pseudocorticola), grzybówka purpurowobrązowa (M. meliigena), grzybówka zimowa (Phloeomana hiemalis) i M. alba. Ten ostatni ma równie kuliste zarodniki, ale jest zupełnie innym gatunkiem, pozbawionym dysku w podstawie trzonu i ma gładkie cheilocystydy. Grzybówkę delikatną (M. adscendens) również można znaleźć na porośniętych mchem pniach drzew liściastych, i ma mały dysk u podstawy, ale zarodniki mają kształt pipetowaty, cheilocystydy są inne i występują sprzążki.

## Występowanie i siedlisko
Znane jest występowanie tego gatunku w Ameryce Północnej, niektórych krajach Europy i w Maroku. Władysław Wojewoda w zestawieniu grzybów wielkoowocnikowych Polski w 2003 r. przytacza tylko jedno stanowisko, podane w Borach Tucholskich w 1999 r. przez S. Domańskiego. W Polsce gatunek rzadki. Znajduje się na Czerwonej liście roślin i grzybów Polski. Ma status R – gatunek potencjalnie zagrożony z powodu ograniczonego zasięgu geograficznego i małych obszarów siedliskowych.
Grzyb saprotroficzny. Występuje pojedynczo lub w małych grupach na korze (zwykle porośniętej mchem) różnych drzew liściastych. Owocniki od jesień do wczesnej zimy.